# The Oval

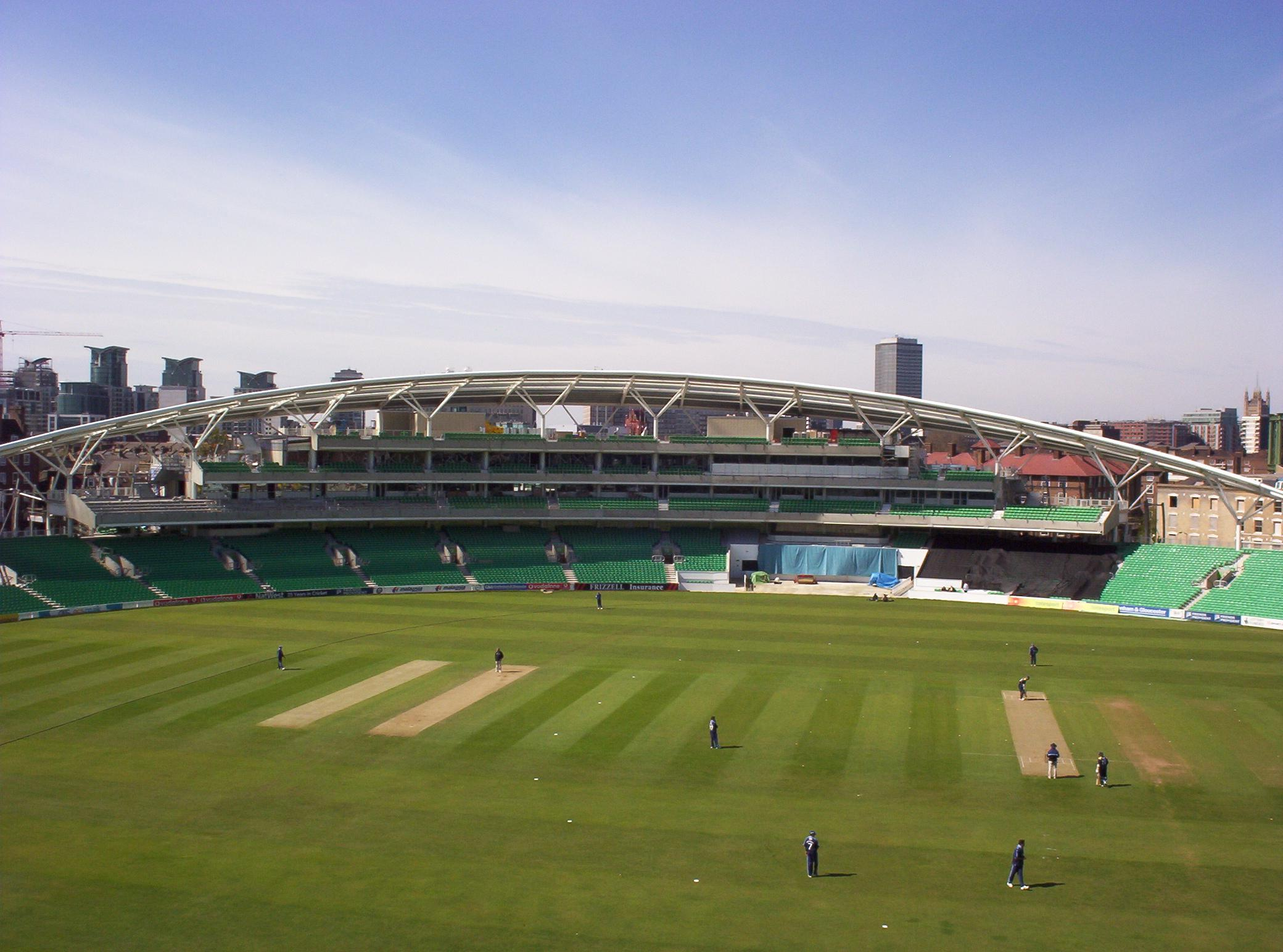
The Oval durante un encuentro de críquet.

The Oval, llamado por razones de patrocinio The Kia Oval, es un estadio de críquet ubicado en Kennington, Londres, Inglaterra. En él juega como local el Surrey County Cricket Club, y tradicionalmente alberga el último partido de críquet del verano a finales de agosto o inicios de septiembre. El estadio se encuentra cerca de la estación Oval de la Northern Line del Metro de Londres.
El hogar original de la selección de fútbol inglesa es este estadio. Se disputó el primero de los cinco partidos internacionales "no oficiales" entre equipos representativos de Inglaterra y Escocia entre 1870 y 1872.
Después, The Oval acogió el primer encuentro internacional de Inglaterra en casa (su segundo partido), el 8 de marzo de 1873, que además supuso la primera victoria de la selección inglesa (4-2 ante Escocia), así como otros triunfos sobre Gales e Irlanda. Este fue el primer partido histórico de Inglaterra ante Escocia, donde los ingleses llevaban gorras de cricket y los escoceses capuchas. Gracias a este estilismo originó que la palabra cap, "gorra", se use en inglés para designar cualquier aparición internacional. Aún se mantiene la tradición de regalar una gorra a los internacionales ingleses.
En este estadio también se jugó la primera final de la FA Cup en 1872, que resultó ganada por el Wanderers al derrotar por 1 a 0 al Royal Engineers. Las finales de la FA Cup se continuaron jugando en este estadio, con excepción del año 1873, hasta el año 1892.